# Tanita Tikaram
Tanita Tikaram (Münster, 12 augustus 1969) is een Britse zangeres, die vooral bekend is door haar liedjes Good tradition en Twist in my sobriety.

## Leven en werk
Ze werd geboren in Duitsland toen haar vader Pramod Tikaram daar gestationeerd was als officier in het Britse leger.
Haar vader was van Indiaas-Fijische afkomst, en haar moeder van Maleisische Sarawakian afkomst, Fatimah Rohani. Sarawak ligt op Maleisisch noordwest-Borneo. Tikaram heeft tot haar twaalfde op de Kent School (Waldniel) gezeten, gevestigd in een oud klooster. Toen ze 12 jaar was verhuisde het gezin naar Basingstoke in Engeland. Haar broer Ramon Tikaram is acteur.
Tikaram werd beroemd met de nummers Good tradition en Twist in my sobriety, die in veel landen klassiekers zijn geworden. De nummers waren afkomstig van haar debuutalbum, Ancient Heart, dat in 1988 uitkwam. Ze bracht daarna nog een paar singles uit, maar bij het grote publiek is haar latere werk minder bekend. Maar ze bleef veel publiek trekken mede door haar crossovermuziek tussen pop en folk.
In een Brits populair muziektijdschrift werd ze destijds omschreven als Lloyd Cole with a wig.
In 1995 besloot ze na het uitbrengen van haar vijfde album en tour het rustig aan te gaan doen. Ze ging wat reizen en acteerde hier en daar eens wat. Dat leidde uiteindelijk tot het zesde album The Cappuccino Songs, dat in 1998 werd uitgebracht. Ze trad dat jaar zes keer op, waaronder tweemaal voor een Amnesty International Benefit. Daarna trok ze zich opnieuw terug van de voorgrond. In 2005 keerde Tikaram terug in de aandacht door het uitbrengen van een nieuw album, Sentimental genaamd en zeven jaar later met Can't go back dat succesvol was in België.

## Discografie

### Albums
| Album met eventuele hitnotering(en) in de Nederlandse Album Top 100 | Datum van verschijnen | Datum van binnenkomst | Hoogste positie | Aantal weken | Opmerkingen   |
| ------------------------------------------------------------------- | --------------------- | --------------------- | --------------- | ------------ | ------------- |
| Ancient heart                                                       | 13-09-1988            | 15-10-1988            | 5               | 52           |               |
| The sweet keeper                                                    | 1990                  | 10-02-1990            | 9               | 11           |               |
| Everybody's angel                                                   | 1991                  | 23-02-1991            | 16              | 10           |               |
| Eleven kind of loneliness                                           | 13-03-1992            | 28-03-1992            | 68              | 5            |               |
| Lovers in the city                                                  | 1995                  | -                     |                 |              |               |
| The best of Tanita Tikaram                                          | 1996                  | -                     |                 |              | Verzamelalbum |
| The cappuccino songs                                                | 1998                  | -                     |                 |              |               |
| Sentimental                                                         | 11-04-2005            | -                     |                 |              |               |
| Can't go back                                                       | 31-08-2012            | -                     |                 |              |               |
| Closer to the people                                                | 11-03-2016            | -                     |                 |              |               |

| Album met hitnotering(en) in de Vlaamse Ultratop 200 albums | Datum van verschijnen | Datum van binnenkomst | Hoogste positie | Aantal weken | Opmerkingen |
| ----------------------------------------------------------- | --------------------- | --------------------- | --------------- | ------------ | ----------- |
| Can't go back                                               | 2012                  | 15-09-2012            | 141             | 1            |             |

### Singles
| Single met eventuele hitnotering(en) in de Nederlandse Top 40 | Datum van verschijnen | Datum van binnenkomst | Hoogste positie | Aantal weken | Opmerkingen                 |
| ------------------------------------------------------------- | --------------------- | --------------------- | --------------- | ------------ | --------------------------- |
| Good tradition                                                | 1988                  | 03-09-1988            | tip3            | -            | Nr. 46 in de Single Top 100 |
| Twist in my sobriety                                          | 1988                  | 26-11-1988            | 23              | 5            | Nr. 26 in de Single Top 100 |
| Cathedral song                                                | 1988                  | 21-01-1989            | tip2            | -            | Nr. 36 in de Single Top 100 |
| World outside your window                                     | 1989                  | -                     |                 |              | Nr. 80 in de Single Top 100 |
| We almost got it together                                     | 1990                  | 10-02-1990            | 34              | 3            | Nr. 38 in de Single Top 100 |
| Little sister leaving town                                    | 1990                  | -                     |                 |              |                             |
| Thursday's child                                              | 1990                  | -                     |                 |              |                             |
| Only the ones we love                                         | 1991                  | -                     |                 |              |                             |
| I love the heaven's solo                                      | 1991                  | -                     |                 |              |                             |
| You make the whole world cry                                  | 1992                  | -                     |                 |              |                             |
| I might be crying                                             | 1995                  | -                     |                 |              |                             |
| Wonderful shadow                                              | 1995                  | -                     |                 |              |                             |
| Yodelling song                                                | 1995                  | -                     |                 |              |                             |
| Twist in my sobriety (remix)                                  | 1996                  | -                     |                 |              |                             |
| And I think of you / E penso a te                             | 1996                  | -                     |                 |              |                             |
| Stop listening                                                | 1998                  | -                     |                 |              |                             |
| I don't wanna lose at love                                    | 1998                  | -                     |                 |              |                             |
| If I ever                                                     | 1998                  | -                     |                 |              |                             |
| Don't let the cold                                            | 2005                  | -                     |                 |              |                             |

| Single met hitnotering(en) in de Vlaamse Ultratop 50 | Datum van verschijnen | Datum van binnenkomst | Hoogste positie | Aantal weken | Opmerkingen                 |
| ---------------------------------------------------- | --------------------- | --------------------- | --------------- | ------------ | --------------------------- |
| Twist in my sobriety                                 | 1988                  | -                     |                 |              | Nr. 26 in de Radio 2 Top 30 |
| We almost got it together                            | 1990                  | -                     |                 |              | Nr. 29 in de Radio 2 Top 30 |

### NPO Radio 2 Top 2000
| Nummers met noteringen in de NPO Radio 2 Top 2000 | '99  | '00 | '01 | '02 | '03 | '04  | '05 | '06  | '07  | '08  | '09  | '10  | '11 | '12  | '13  | '14  | '15  | '16  | '17  | '18  | '19  | '20  | '21  | '22  | '23  | '24  |
| ------------------------------------------------- | ---- | --- | --- | --- | --- | ---- | --- | ---- | ---- | ---- | ---- | ---- | --- | ---- | ---- | ---- | ---- | ---- | ---- | ---- | ---- | ---- | ---- | ---- | ---- | ---- |
| Good Tradition                                    | 1881 | -   | -   | -   | -   | -    | -   | -    | -    | -    | -    | -    | -   | -    | -    | -    | -    | -    | -    | -    | -    | -    | -    | -    | -    | -    |
| Twist in My Sobriety                              | 763  | 742 | 670 | 951 | 935 | 1027 | 971 | 1042 | 1182 | 1017 | 1231 | 1565 | 984 | 1281 | 1227 | 1221 | 1357 | 1581 | 1367 | 1658 | 1823 | 1871 | 1831 | 1817 | 1801 | 1748 |

1. ↑  Een '-' betekent dat het nummer niet was genoteerd en een vetgedrukt getal geeft de hoogste notering van een nummer aan.

- Bibliothèque nationale de France: cb139297715 (data)
- Gemeinsame Normdatei: 134619935
- International Standard Name Identifier: 0000 0000 7839 4637
- Library of Congress Control Number: n92019900
- MusicBrainz: 43554fe6-840b-4f61-b54b-8168398cb1e7
- Nationale Bibliotheek van Tsjechië: xx0024330
- Nationale Bibliotheek van Israël: 987007319513505171
- Nationale Bibliotheek van Polen: a0000002888291
- Nederlandse Thesaurus van Auteursnamen: 074814877
- Système universitaire de documentation: 088521850
- Virtual International Authority File: 59272247
- WorldCat: E39PBJkhFH87KkpdYqKWjHvrbd